# James Stewart (homme politique travailliste)
Pour les articles homonymes, voir James Stewart (homonymie) et Stewart.
James Stewart (1863 - 17 mars 1931) est un homme politique du parti travailliste écossais.

## Biographie
Il est élu aux élections générales de 1922 en tant que député pour la circonscription de Glasgow St. Rollox, après s'être présenté sans succès aux élections générales de 1918. Il occupe le siège jusqu'à sa mort en 1931 à l'âge de 67 ans, après avoir été sous-secrétaire parlementaire à la santé pour l'Écosse dans le gouvernement travailliste de 1924.
Lors de son élection en 1923, le Times le décrit comme ayant commencé sa vie comme coiffeur à l'âge de 14 ans, ayant maintenant deux entreprises à Glasgow, ayant été associé à la vie municipale de Glasgow pendant plusieurs années et étant membre du Conseil municipal .